# گمینا بوبروونگکی (استان سیلسیان)
گمینا بوبروونگکی (استان سیلسیان) (به لهستانی:  Gmina Bobrowniki) یک گمینا در لهستان است که در شهرستان بنجن واقع شده‌است. گمینا بوبروونگکی ۵۱٫۹۹ کیلومتر مربع مساحت و ۹٬۲۶۰ نفر جمعیت دارد.